# Pitnak
Pitnak (uzb. cyr. i ros.: Питнак) – miasto w południowo-środkowym Uzbekistanie, w wilajecie chorezmijkim, w tumanie Xazorasp. W 1989 roku liczyło ok. 12,4 tys. mieszkańców. Ośrodek przemysłu maszynowego.
Miejscowość otrzymała prawa miejskie w 1974 roku. Do 1976 roku nosiła nazwę Shorlauk (Szarłauk), w 1976 została przemianowana na Drujba (Drużba). Po uzyskaniu niepodległości przez Uzbekistan miasto otrzymało nazwę Pitnak.